# بندر بارسلون
بندر بارسلون (کاتالان: Port de Barcelona، آوانگاری: [ˈpɔɾ ðə βəɾsəˈlonə]؛ اسپانیایی: Puerto de Barcelona) بندر شهر بارسلون، پایتخت منطقه خودمختار کاتالونیا، در شمال شرق اسپانیا می‌باشد. این بندر با مساحت ۷.۸۶ کیلومتر مربع، بر کرانه دریای مدیترانه واقع شده‌است.